# Gonzalo Arconada Echarri
Gonzalo Arconada Echarri (Sant Sebastià, 23 de juliol de 1961) és un entrenador de futbol basc.

## Carrera com a entrenador
Arconada va néixer a Sant Sebastià, Guipúscoa, i va començar a entrenar quan encara era adolescent, amb els juvenils Juvenils de La Salle i Danak. Els seus primers vint anys els va passar amb equips de la seva regió natal, majoritàriament als nivells inferiors. Després d'haver estat al capdavant del filial durant diverses temporades, l'any 2006 va entrenar la plantilla principal de la Reial Societat durant un parell de mesos, sent un dels tres entrenadors durant la campanya a la primera divisió.
Després de dirigir el baix Burgos CF i assolir l'ascens a la màxima divisió el 2008 amb el CD Numància, Arconada va fitxar amb la UD Almeria. Després d'una pretemporada sense derrotes, va ser acomiadat a finals de desembre de 2008 després d'una derrota per 0-1 a El Molinón, els terrenys de l'Sporting de Gijón, sent substituït per Hugo Sánchez.
L'estiu del 2009, Arconada va tornar al Numància a segon nivell, deixant el seu càrrec al final de la temporada després de portar el conjunt sorià a la vuitena posició. L'agost va marxar al CD Tenerife, recentment descendit de la màxima categoria, i va ser destituït el mes següent després de quatre derrotes en tants partits.
El 21 de novembre de 2017, Arconada es va fer càrrec de l'equip femení de la Reial Societat. L'11 de maig de 2019 els va portar al seu primer títol guanyant la Copa de la Reina de Futbol, després de vèncer l'Atlètic de Madrid per 2-1; el 30 de juny de 2020, va marxar després que el seu contracte expirés.

## Vida personal
El germà gran d'Arconada, Luis, va jugar 15 anys a la Reial Societat, sent àmpliament considerat com un dels millors porters de la història del país.

## Palmarès
Numància
- Segona Divisió: 2007–08[10]

Reial Societat (femení)
- Copa de la Reina: 2018–19